# 신진 RC420TP
신진 RC420TP는 신진자동차공업이 일본 히노와의 기술 제휴로 RC320P 터보 사양을 도입하여 1971년부터 1972년까지 면허 생산한 대형 리어엔진 고속 버스이다.

## 특징
신진 RC420TP는 1971년 3월에 일본 히노자동차와의 기술 제휴로 히노 RC300P 터보 사양을 도입하여 면허 생산한 차종이다. 신진자동차공업이 RC420TP를 라이센스 생산 하기 전인 1970년에 삼화고속이 히노 RC320P 자연흡기 사양(205 마력)을 도입했는데, 삼화고속이 도입한 일본제 RC320P가 경사진 전면 유리창 과 직사각형의 측창이었던것과 달리, 신진자동차가 면허 생산한 RC420TP는 평평한 전면 유리창과 경사가 있는 평행사변형의 측창이었던 것에서 외형상 차이가 있었다.
그 당시 대한민국에서 고속버스로 많이 이용되었고, 비슷한 시기인 1971년 7월부터 아시아자동차(現 기아자동차)에서 라이센스 생산되기 시작한 미쓰비시 B905N이 V8 265PS의 8DC20 엔진을 탑재했지만, 신진 RC420TP는 직렬 6기통 수평배열 실린더 DK20엔진에 터보를 장착하여 260 마력의 출력을 냈으며, B905N과 비교하면 성능 면에서 다소 열세였다. 이후에 등장한 새한 BU계열 버스와 함께 한국에서는 매우 드물게 버스 전용 수평 실린더 엔진을 탑재한 것이 특징이다.
1972년에 저우언라이의 저우 4원칙으로 인한 토요타의 일방적인 한국 철수로 후속 모델 없이 단종되는 불운을 맞이했으며, 이로 인하여 GM코리아(GMK) 시절부터 새한자동차 시절인 1976년에 BU110이 등장하기 전까지 GMK의 리어엔진 버스 라인업은 4년간 공백 상태가 되었으며, 에어서스펜션 차량도 RC420TP가 단종된 이후부터 1983년 BH120S가 등장하기 전까지 11년간 라인업에서 공백 상태가 되었다.

## 갤러리

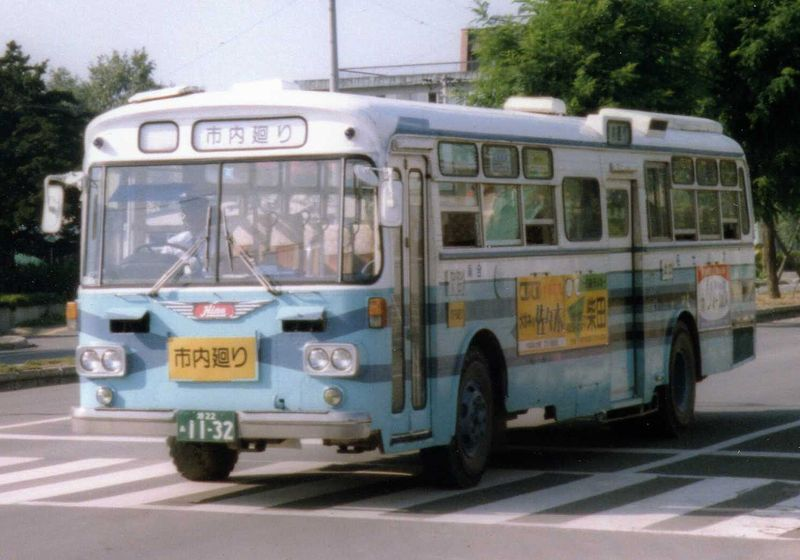
신진 RC420TP의 원형인 히노 RC320P의 모습

## 같이 보기
- 아시아 B905N
- 현대 O 303